# الجابی
ال-جابی یک منطقهٔ مسکونی در یمن است که در استان صنعا واقع شده‌است.